# Lophocoleaceae
Lophocoleaceae là một họ rêu trong bộ Jungermanniales.